# Belkacem Remache
Pour les articles homonymes, voir Belkacem.
Belkacem Remache, né le 12 octobre 1985 à El Khroub en Algérie, est un footballeur algérien évoluant au poste d'arrière latéral.

## Biographie
Il commence sa carrière sénior à 20 ans au club de son lieu de naissance, l'Association sportive d'El Khroub. Après deux saisons passées en seconde division, l'ASK est promue à l'échelon supérieur en 2007. Il jouera encore une saison sous les couleurs de son premier club avant de s'envoler vers l'Est, à l'USM Annaba. La même année, c'est-à-dire 2008, il est appelé en équipe d'Algérie A' pour disputer un match face à l'USM Blida. Il est lors de la saison 2009-2010 un des éléments clés de son club où il joue trente matchs. À la fin de saison, Remache est très couturisé, mais il finira par signer à la JS Kabylie un contrat d'une année.

## Palmarès
- Promotion en D1 Nedjma avec l'Association sportive d'El Khroub en 2007.
- vainqueur coupe d'Algérie avec la jsk en 2011